# 100-е годы
100-е (со́тые) го́ды по юлианскому календарю — промежуток времени с 1 января 100 года по 31 декабря 109 года, включающий 100 год 10-го десятилетия I века  и с 101 по 109 годы    1-го десятилетия II века 1-го тысячелетия.  Они закончились 1916 лет назад.

## Значимые личности
- Александр I, папа Римский со 105 по 115 год, священномученик
- Тацит, древнеримский историк
- Траян, римский император

## Изобретения, открытия
- 105: Изобретение бумаги Цай Лунем в Китае.

## Искусство и культура
- Тацит написал «Историю».
- 107—113: строительство форума Траяна в Риме.

## Важнейшие события
- Первая половина 100-х — нападения хуннов и цянов на Западный край.
- Начало II века — консул-суффект Луций Нераций Приск.
- Начало II века — составление «Дидахе».

### Римская империя
- Римский император — Траян, годы его правления 98—117.
- Кирпич становится основным строительным материалом в Римской империи.
- Древнеримская армия достигает 300 тыс. солдат.
- Войны Траяна с даками (101—102; 105—106)[1]

### Америка
- В Южной Америке начинает формироваться культура моче[2][3][4][5], существовавшая с I по VIII век.

## Родились
- Около 100 — Иустин Философ, раннехристианский мученик и апологет.
- Около 100 — Марк Корнелий Фронтон, римский грамматик, риторик и адвокат.
- Около 100 — Клавдий Птолемей, позднеэллинистический астроном, астролог, математик, механик, оптик, теоретик музыки и географ.

## Скончались
- Августа Тревизская — христианская святая, мученица, обезглавлена и сожжена
- Иоанн Богослов — один из Двенадцати апостолов, согласно христианской традиции автор Евангелия от Иоанна, Книги Откровения и трёх посланий, вошедших в Новый Завет.
- Около 100 — Иосиф Флавий, еврейский историк и военачальник.
- Около 100 — Просдоций — святой римско-католической церкви, первый епископ Падуи и покровитель города, мученик